# タンラ山脈
タンラ山脈（タンラさんみゃく）は、チベット高原の中央部を西北西より東南東の方向へ縦断している山脈の一つ。

## 呼称
チベット語：dangは「高原」、la は「峠」を意味する。
中国語名は「唐古拉山脈」（タンクーラー・シャンマイ）。日本では中国語からの孫引きでタングラ山脈と呼ぶこともある。

## 概要
海抜約5,500 - 約6,000m、最高峰のゴラタントン山（日本語漢字表記：各拉丹冬山、英語名：Geladandong）が海抜6,621m、タンラ山が海抜6,099m。周囲の高原は海抜約4,600- 約4,800m。雪線高度は約5,400- 約5,500m。
山脈の主峰のゴラタントン山からは長江の源流の沱沱河が、山脈東部からはもう一つの源流である当曲が、それぞれ北の青海省方面へ流れ、合流して通天河となり、東へ流れてゆく。また、山脈の南へは瀾滄江（メコン川上流部）および怒江（サルウィン川上流部）の上流が発して、西蔵自治区を東へ流れている。2009年に怒江の水源と共に中華人民共和国国家級風景名勝区に認定された。
なお、標高世界一の鉄道駅である海抜5,068.63mの青蔵鉄道のタングラ駅（タンクラ駅、日本語漢字表記：唐古拉駅。zh）、および鉄道の世界最高地点である海抜5,072mのタンラ峠（タンラ峠、日本語漢字表記：唐古拉峠。en）を擁する。
1720年代の半ばに行われた雍正のチベット分割の際、西蔵と青海の境界とされ、中華人民共和国の現行の行政区画においても、西蔵自治区と青海省の境界となっている。